# Nomenklatoera
De Russische term nomenklatoera (Russisch: номенклатура) is afgeleid van het Latijnse woord nomenclatura en betekent "namenlijst". De term werd vooral bekend door de Sovjet-dissident Michail Sergejevitsj Voslenski, die in 1970 het boek Nomenklatoera: De heersende klasse van de Sowjet-Unie (Russisch: Номенклатура. Господствующий класс Советского Союза) publiceerde.
De nomenklatoera vormde een kleine politieke en bestuurlijke elite, die de bevolking van de Sovjet-Unie en andere Oostbloklanden met strakke hand regeerde en, met de door hun leden ingenomen sleutelposities, ook vrijwel alle belangrijke domeinen van het openbare leven in die landen wist te beheersen, zoals overheid, industrie, landbouw en onderwijs. De nomenklatoera is te vergelijken met de door de Marxistische ideologie zo sterk veroordeelde heersende klasse in het kapitalistische Westen.
Zonder uitzondering waren alle betrokkenen lid van de Communistische Partij. Sommige auteurs definiëren de nomenklatoera als een nieuwe klasse. Aanhangers van het wat meer orthodoxe trotskisme gebruikten liever de term kaste in plaats van klasse, want zij zagen de Sovjet-Unie eerder als een ontaarde arbeidersstaat dan als een nieuwe klassenmaatschappij. Latere ontwikkeling van Trotski's theorie, met name Tony Cliffs theorie van het staatskapitalisme, richtte zich meer op de nomenklatoera als een nieuwe klasse.